# S. P. Somtow
S. P. Somtow, all'anagrafe Somtow Papinian Sucharitkul, in thailandese สมเถา สุจริตกุล (Bangkok, 30 dicembre 1952), è uno scrittore, compositore e regista thailandese.

## Biografia
Imparentato con la dinasita Chakri regnante in Thailandia, si trasferisce a sei mesi nel Regno Unito.
È direttore artistico dell'Opera di Bangkok. Scrive in lingua inglese romanzi di fantascienza, fantasy e orrore.

## Premi
- John W. Campbell Memorial Award: migliore nuovo scrittore 1981
- Premio World Fantasy 2002: Migliore novella: The Bird Watcher[1]
- International Horror Guild Award 2006: Miglior racconto lungo: Britome and Salt[2]
- Candidato per due volte al Premio Hugo, nel 1982[3] e 1983[4]

## Opere

### Libri tradotti in lingua italiana
- Aquiliade (The Aquiliad, 1983), Urania 1021, Mondadori, 1986
- Il ritorno di Aquila (The Aquiliad vol. II - Aquila and the Iron Horse, 1988), Urania 1105, Mondadori, 1989
- La danza della Luna (Moon Dance, 1989), Armenia, 1992

### Opere liriche
- Madama, 2000
- Mae Naak, 2003
- Ayodhya, 2006
- The Silent Prince, 2010
- Dan no Ura, 2011

### Cinema
- The Laughing Dead, 1990

## Curiosità
Nel 2001 intervenne su un newsgroup italiano per dirimere la controversia sulla sua nazionalità. Era stato preso per giapponese o coreano.